# 刘琦 (十六国)
刘琦（？—351年），十六国时冉魏大臣。
350年，冉闵建立魏国，拜他为尚书左仆射，参决朝政。次年，刘琦跟随冉闵攻打襄国，石祗命姚襄、石琨、悦绾三面夹击，石祗从后面发起冲锋，魏兵大败，冉闵和十多个骑兵逃回邺城。以前投降冉闵的胡人挟持着大单于冉胤及刘琦投降了后赵，石祗把冉胤、刘琦杀掉了。